# 90892 Betlémská kaple
90892 Betlémská kaple è un asteroide della fascia principale. Scoperto nel 1997, presenta un'orbita caratterizzata da un semiasse maggiore pari a 2,8068256 au e da un'eccentricità di 0,0358250, inclinata di 3,82065° rispetto all'eclittica.
L'asteroide è dedicato all'omonima chiesa a Parga.